# Ouge
Ouge ist eine Gemeinde im französischen Département Haute-Saône mit 108 Einwohnern (Stand: 1. Januar 2022) in der Region Bourgogne-Franche-Comté. Die Bewohner werden Ougeats und Ougeates genannt.

## Geographie
Ouge liegt auf einer Höhe von 340 m über dem Meeresspiegel, fünf Kilometer westsüdwestlich von Vitrey-sur-Mance und etwa 39 Kilometer westnordwestlich der Stadt Vesoul (Luftlinie). Das Dorf erstreckt sich im äußersten Nordwesten des Departements, auf einem Hochplateau in den östlichen Ausläufern des Plateaus von Langres, zwischen den Tälern von Mance im Norden und Ougeotte im Süden.
Die Fläche des 13,49 km² großen Gemeindegebiets umfasst einen Abschnitt des Plateaus von Langres westlich des oberen Saônetals. Der zentrale Teil des Gebietes wird vom Hochplateau von Ouge eingenommen, das durchschnittlich auf 340 m liegt. Es weist eine Breite von drei Kilometern und eine Länge von vier Kilometern auf und wird überwiegend landwirtschaftlich genutzt. In geologisch-tektonischer Hinsicht besteht diese Hochfläche aus einer Wechsellagerung von sandig-mergeligen und kalkigen Sedimenten, die zur Hauptsache während der Lias (Unterjura) abgelagert wurden. Im Südwesten hängt das Plateau mit der Hochfläche von Fayl-Billot zusammen.
Eingefasst wird das Plateau im Norden durch das breite Tal der Mance, im Westen durch ihren Zufluss Ruisseau des Bruyères, der durch seine Erosionskraft im Lauf der Zeit einen tiefen Taleinschnitt in das Plateau eingesenkt hat. Die steilen Hänge sind meist bewaldet. Im Süden wird die Hochfläche durch die Erosionsrinnen der Quellbäche der Ougeotte flankiert. Hier befindet sich das Waldgebiet des Bois du Châtelet. Ganz im Süden, auf der Hochfläche von La Quarte, wird mit 383 m die höchste Erhebung von Ouge erreicht.
Nachbargemeinden von Ouge sind Laferté-sur-Amance und Velles im Norden, Vitrey-sur-Mance und Chauvirey-le-Châtel im Osten, La Quarte und Fayl-Billot im Süden sowie Pierremont-sur-Amance im Westen.

## Geschichte
Überreste aus gallorömischer Zeit im Bois du Châtelet weisen auf eine sehr frühe Besiedlung des Gebietes hin. Im Mittelalter gehörte Ouge zur Freigrafschaft Burgund und darin zum Gebiet des Bailliage d’Amont. Im 10. Jahrhundert gehörte der Ort zum Besitz des Klosters Luxeuil, danach kam er an die Herrschaft Chauvirey. Während des Dreißigjährigen Krieges wurde Ouge 1636 völlig zerstört und war anschließend etwa sieben Jahre unbewohnt. Zusammen mit der Franche-Comté gelangte das Dorf mit dem Frieden von Nimwegen 1678 definitiv an Frankreich.

## Sehenswürdigkeiten
Die Kirche Saint-Remy stammt ursprünglich aus dem 13. Jahrhundert und ist seit 1988 als Monument historique eingeschrieben. Von 1832 bis 1857 wurde sie teilweise neu erbaut. Die Ausstattung stammt aus dem 18. Jahrhundert.
Im Südwesten des Dorfes steht ein Kalvarienberg (18. Jahrhundert) mit Säulenfigur.
Ebenfalls den Status eines Monument historique hat in Teilen das Schloss, das im 16. Jahrhundert errichtet wurde und von zwei Rundtürmen flankiert wird.

## Bevölkerung
| Jahr                       | 1962 | 1968 | 1975 | 1982 | 1990 | 1999 | 2006 | 2020 |
| Einwohner                  | 250  | 210  | 180  | 181  | 153  | 142  | 120  | 111  |
| Quellen: Cassini und INSEE |      |      |      |      |      |      |      |      |

Mit 108 Einwohnern (1. Januar 2022) gehört Ouge zu den kleinen Gemeinden des Département Haute-Saône. Während des gesamten 20. Jahrhunderts nahm die Einwohnerzahl kontinuierlich ab (1886 wurden noch 580 Personen gezählt).

## Wirtschaft und Infrastruktur
Ouge war bis weit ins 20. Jahrhundert hinein ein vorwiegend durch die Landwirtschaft (Ackerbau, Obstbau und Viehzucht) und die Forstwirtschaft geprägtes Dorf. Heute gibt es einige Betriebe des lokalen Kleingewerbes. In den letzten Jahrzehnten hat sich das Dorf zu einer Wohngemeinde gewandelt. Viele Erwerbstätige sind deshalb Wegpendler, die in den größeren Ortschaften der Umgebung ihrer Arbeit nachgehen.
Die Ortschaft liegt abseits der größeren Durchgangsachsen an einer Departementsstraße, die von Jussey nach Fayl-Billot führt. Weitere Straßenverbindungen bestehen mit Chauvirey-le-Châtel und Pierremont-sur-Amance.